# Hermann e Doroteia

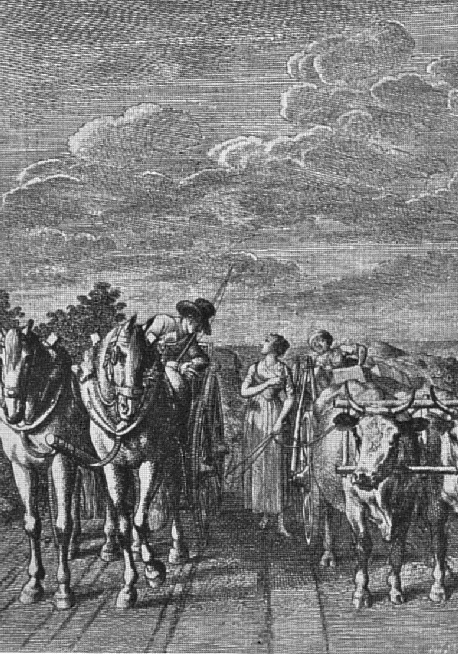
Kupferstiche von Daniel Chodowiecki zu. Goethe: "Hermann und Dorothea". Sie schmücken nicht die erste Ausgabe der Dichtung, sondern sind dem "Taschenbuch für Frauenzimmer von Bildung auf das Jahr 1799" beigegeben und sind die ersten Illustrationen der Dichtung. Kurz darauf ließ der Originalverleger seine kleine Prachtausgabe erscheinen mit zehn Kupfern von Kohl und Bolt.

Hermann e Dorotéia é um poema épico escrito pelo escritor alemão Johann Wolfgang von Goethe entre 1796 e 1797. Ele é definido em torno de 1792, no início das Guerras Revolucionárias Francesas, quando forças francesas sob comando do General Adam Philippe de Custine invadiram e ocuparam brevemente partes do Eleitorado do Palatinato.